# Personaggi di Una serie di sfortunati eventi

Gli orfani Baudelaire in una scena del film Lemony Snicket - Una serie di sfortunati eventi

Questa pagina contiene un elenco dei personaggi della serie Una serie di sfortunati eventi, scritta da Lemony Snicket.

## Fratelli Baudelaire

### Violet Baudelaire
Violet è la maggiore dei fratelli Baudelaire, piuttosto protettiva nei confronti dei fratelli minori, Klaus e la neonata Sunny.

### Klaus Baudelaire
Klaus è il mezzano tra i fratelli Baudelaire; ha 12 anni all'inizio della serie (ne compie 13 nel libro Il vile villaggio) ed ha una sorella maggiore, Violet, ed una minore Sunny.

### Sunny Baudelaire
Sunny è la minore dei fratelli Baudelaire; a causa della sua tenera età spesso non se ne comprendono i discorsi, ma i suoi fratelli, uniche persone a capirla, riescono a tradurre.

## Il Conte Olaf e la sua compagnia

### Conte Olaf
Il conte Olaf è il principale antagonista della serie, una persona scaltra, crudele, infida, psicopatica, rude, maleducata, un assassino e un piromane. È un attore fallito (anche se al contrario si vanta di essere estremamente bravo e riconosciuto) determinato a impossessarsi della ricca fortuna degli orfani Baudelaire, ragion per cui li insegue ininterrottamente per ottenere la loro eredità e ucciderli. Una volta faceva parte di V.F., ma poi contribuì a creare lo scisma che divise i membri; si unì alla parte dell'organizzazione dedita all'appiccare incendi dolosi, che rappresenta solo una categoria dei reati da lui commessi, desiderando vendicarsi dell'organizzazione e distruggere i suoi ex compagni. È riconoscibile per il suo unico sopracciglio, gli occhi scintillanti e il tatuaggio a forma di occhio sulla caviglia sinistra.
Dopo la morte dei coniugi Baudelaire, i tre bambini orfani vengono affidati alle cure di Olaf che si spaccia per un lontano parente, maltrattandoli e dimostrando di averli accolti esclusivamente per rubare la loro eredità e poi ucciderli. Quando la sua natura violenta e il suo piano vengono smascherati, il Conte è costretto a fuggire e inizia a perseguitare gli orfani Baudelaire seguendoli da ogni nuovo custode travestendosi per non farsi riconoscere e mettendo in atto una serie di crimini come furti, incendi e omicidi al fine di togliere di mezzo i tutori e rapire i Baudelaire. Puntualmente i bambini lo riconoscono e cercano di avvertire gli adulti che però non credono loro, tranne in La fine, quando gli abitanti dell'isola su cui sono sbarcati si accorgono del travestimento assunto da Olaf. L'unico atto di gentilezza mostrato dal Conte avviene nell'ultimo libro, quando porta l'incinta Kit Snicket al sicuro e la saluta con un bacio prima di morire per una ferita riportata in precedenza, facendo intendere che avesse con lei una relazione romantica. Nonostante non sia mai stato detto in modo esplicito, è molto probabile che il conte Olaf abbia incendiato la casa dei Baudelaire e altre appartenenti a membri di V.F. per potersi impadronire del denaro dei rispettivi proprietari. Lemony Snicket non narra molto sul passato di Olaf; si sa solo che Kit e i coniugi Baudelaire hanno assassinato i suoi genitori utilizzando dei dardi avvelenati e che, prima di dedicarsi completamente alle missioni di V.F., faceva l'insegnante di recitazione e aveva come alunna Esmè Squalor.
I travestimenti di Olaf sono i seguenti:
- Nella serie tv, Olaf improvvisa il travestimento di Sissica Tagliocapelli (Yessica Haircut) per convincere il signor Poe a concedergli la custodia dei bambini Baudelaire. Il cognome è stato improvvisato sul momento, avendo letto sull'agenda di Poe la nota "taglio di capelli" (hair cut in inglese).
- Stephano, un erpetologo che assiste il dottor Montgomery, secondo custode dei Baudelaire che in seguito uccide. Per nascondere la sua identità, Stephano parla con un ridicolo accento italiano e ha la testa calva, le sopracciglia rasate e una lunga barba ispida.
- Il capitano Julio Sham, un capitano con una benda sull'occhio e una gamba di legno che fa innamorare per poi uccidere la terza tutrice dei Baudelaire, Josephine, spingendola di proposito nelle acque del Lago Lacrimoso per farla divorare dalle sanguisughe.
- Al termine di La funesta finestra si viene a sapere che il Conte Olaf è fuggito travestendosi da rabbino.
- Shirley T. Sinoit-Pécer, l'addetta alla reception della dottoressa Georgina Orwell durante il soggiorno dei Baudelaire a Meschinopoli. Per nascondere il tatuaggio dell'occhio sulla sua caviglia, Shirley indossa calze lunghe e usa la scusa che non si può chiedere a una donna di mostrare le gambe. Il suo cognome al contrario si legge receptionist, cambiato nella serie tv in St. Ives.
- Coach Genghis, un insegnante di ginnastica della Prufrock Preparatory School che indossa un turbante per coprire il suo sopracciglio e scarpe da corsa per coprire il tatuaggio alla caviglia, usando la scusa della religione per non togliersi il turbante e quella del cattivo odore dei piedi per le scarpe. Nella serie tv parla con un accento sudamericano.
- Gunther, un banditore d'aste straniero alla moda che finge di non parlare correntemente l'inglese; usa tale travestimento per cercare di trasferire in un altro luogo i trigemini Pantano. Indossa stivali da equitazione per coprire il tatuaggio sulla caviglia e un monocolo per distorcere il suo sopracciglio. Nella serie tv indossa grandi occhiali.
- Nell'episodio Il vile villaggio Olaf, appena giunto nel Villaggio dei Fanatici, si traveste temporaneamente da barista per ingannare il signor Poe, che come sempre non lo riconosce.
- Detective Dupin, un detective dalle cose "toste", indossa occhiali da sole per nascondere il suo sopracciglio e scarpe di plastica dai colori vivaci per coprire il tatuaggio alla caviglia.
- Mattathias, il nuovo Direttore delle Risorse Umane allo Heimlich Hospital, che principalmente comunica con il personale mediante un citofono per non farsi vedere in faccia; si tratta del primo travestimento che adotta per cercare direttamente di uccidere i Baudelaire piuttosto che rapirli. Nella serie tv ha come nome completo Mattathias Facolta di medicina (Mattathias Medicalschool).
- L'adattamento televisivo de Il carosello carnivoro vede il conte Olaf fingere di essere un direttore di circo omonimo al "Conte Olaf ricercato dalla polizia".
- L'adattamento televisivo di L'atro antro e Il penultimo pericolo vede il Conte Olaf fingere di essere il padre di una "normale famiglia felice" con Esmé e Carmelita Ghette.
- L'adattamento televisivo de Il penultimo pericolo vede anche il conte Olaf fingersi Jacques Snicket quando incontra il signor Poe nel ristorante indiano dell'hotel.
- In La fine, Olaf tenta di travestirsi da Kit Snicket indossando una parrucca di alghe e un vestito di Esmé; per emulare la pancia di una donna incinta, usa un casco da palombaro. Questo travestimento non riesce a ingannare nessuno, per la prima volta nella serie.

Nel film del 2004 e nel suo adattamento videoludico, Olaf è interpretato da Jim Carrey. L'interpretazione comica di Carrey ha attenuato notevolmente l'aspetto malvagio del personaggio, che appare principalmente come antagonista incompetente. In questa versione tenta inizialmente di uccidere i Baudelaire pensando così di entrare in possesso della loro fortuna in quanto loro tutore. Cerca di far investire i bambini da un treno chiudendoli in auto e lasciandoli sulle rotaie, ma i fratelli riescono a liberarsi e Poe li toglie dalla sua custodia credendo che abbia "lasciato guidare Sunny". Successivamente Olaf riesce a ottenere nuovamente la loro tutela e mette in atto il suo piano per sposare Violet, che viene smascherato e fermato da Klaus. Olaf viene pertanto arrestato e costretto a subire gli stessi supplizi che i Baudelaire avevano sopportato a causa sua. Lemony Snicket afferma però che in seguito una giuria ha annullato la sua sentenza e Olaf è fuggito.
Nella serie tv del 2017, è interpretato da Neil Patrick Harris. Tramite dei flashback si scopre che il conte Olaf era fidanzato con Kit Snicket, suo padre era il capo dei vigili del fuoco ufficiali della sua città e sua madre era morta in un incendio. Suo padre venne accidentalmente ucciso durante una notte all'opera da un dardo avvelenato lanciato da Beatrice Baudelaire, destinato a Esmé. Ciò ha portato al desiderio di vendetta di Olaf sia su Beatrice che su Lemony, e allo scisma che ha diviso i V.F.

### Complici di Olaf

#### Esmé Gigi Genivieve Squalor
Abbreviato spesso in Esmé Squalor, è la fidanzata del Conte Olaf; nell'omonima serie televisiva del 2017 è interpretata da Lucy Punch. È ossessionata di vivere sempre in accordo con la moda del momento, si informa incessantemente di ogni evoluzione della moda per non esporsi alla minima sensazione di essere "vecchia". Questa idea fissa ha sviluppato in lei una visione del mondo estremista: dal suo punto di vista, una cosa o è "in" o è "«out»", cioè alla moda o non alla moda. I suoi giudizi sul mondo, i suoi congeneri, e la sua vita in generale sono quindi guidati solo da questo valore: disprezza sistematicamente tutto quello che le pare "out", glorifica tutto quello che ha un qualunque rapporto con le cose attualmente "in". Questa attitudine, che spesso la ridicolizza, è utilizzata dall'autore per screditare il concetto stesso della moda. Alcuni dettagli fanno comprendere che Esmè ha coscienza della sua ossessione ed è in grado di prenderne una relativa distanza. Essendo sesto consigliere finanziario della città, quarta fortuna del paese, e organizzatrice dell'asta "in". Queste informazioni suggeriscono che Esmé, modifica la moda tanto quanto la subisce; il sesto episodio della serie lo conferma, poiché viene precisato che Esmé aveva potuto decretare in modo completamente arbitrario che gli ascensori erano diventati "«out»", quello che dimostra un potere innegabile. Esmé è la regina della moda piuttosto che una semplice vittima. Nella serie, Esmé incarna l'equivalente femminile del conte Olaf: lei, come lui, è individualista, senza scrupoli, ossessionata dall'acquisizione di nuove ricchezze, provando un certo piacere dal male altrui Però il suo carattere si differenzia dal carattere di Olaf a misura che la serie prosegue: contrariamente a lui accorda molta importanza alla sua vita in coppia e alla fedeltà tra i coniugi. Molte volte si vede che prova del vero amore per Olaf, ma lui non sembra ricambiare adeguatamente, considerandola prima di tutto come un'associata. Si può quindi dire che Olaf incarna una violenza fredda e calcolata, mentre Esmé è molto più sottomessa all'eccesso delle sue passioni.

#### Kevin
È un uomo ambidestro, reclutato dal Olaf dopo aver distrutto il Carosello Caligari. Era considerato un fenomeno da baraccone, in quanto le sue braccia e le sue gambe erano ugualmente forti e ugualmente capaci. In seguito al suo reclutamento con Olaf lo aiuterà in tutti i suoi piani e adotterà un comportamento malvagio. Non si sa se sia sopravvissuto o meno all'incendio dell'Hotel Climax. Nella serie netflix, lui, Hugo e Colette vengono uccisi da l'uomo con la barba ma senza capelli e la donna con i capelli ma senza la barba ne La scivolosa scarpata. Sempre nello stesso episodio vengono cacciati dalla troupe del Conte Olaf prima di essere uccisi, e creano un accampamento tutto loro un po' più sotto di quello di questi ultimi e valutano l'idea di aprire un agriturismo e di iniziare una coltivazione di Rutabaghe.

#### Colette
È una contorsionista che lavorava al Carosello Caligaris prima di entrare a far parte della banda di Olaf. Data la sua capacità di assumere qualsiasi posizione e contorcere ogni parte del suo corpo era stata emarginata e accolta da Madame Lulù nel proprio Carosello. In seguito al suo reclutamento con Olaf lo aiuterà in tutti i suoi piani e adotterà un comportamento malvagio. Non si sa se sia sopravvissuta o meno all'incendio dell'Hotel Climax. Nella serie netflix, lei, Hugo e Kevin vengono uccisi da l'uomo con la barba ma senza capelli e la donna con i capelli ma senza la barba ne La scivolosa scarpata. Sempre nello stesso episodio vengono cacciati dalla troupe del Conte Olaf prima di essere uccisi, e creano un accampamento tutto loro un po' più sotto di quello di questi ultimi e valutano l'idea di aprire un agriturismo e di iniziare una coltivazione di Rutabaghe.

#### Hugo
Appare per la prima volta nel libro Il carosello carnivoro, in cui lavora come fenomeno da baraccone per il carosello Caligari in quanto ha una prominente gobba sulla schiena. Hugo vive molto male questa sua menomazione fisica a causa delle molte umiliazioni subite nel corso della propria vita. Insieme a Colette e Kelvin decide di entrare a far parte della troupe del Conte Olaf. Esmé gli regala un cappotto per nascondere la propria gobba. Non sa se sopravviva all'incendio dell'Hotel Climax. Nella serie netflix, lui, Colette e Kevin vengono uccisi da l'uomo con la barba ma senza capelli e la donna con i capelli ma senza la barba ne La scivolosa scarpata. Sempre nello stesso episodio vengono cacciati dalla troupe del Conte Olaf prima di essere uccisi, e creano un accampamento tutto loro un po' più sotto di quello di questi ultimi e valutano l'idea di aprire un agriturismo e di iniziare una coltivazione di Rutabaghe.

#### Georgina Orwell
È un'optometrista, che vive a Meschinopoli; appare durante il periodo in cui i fratelli Baudelaire sono sotto la tutela di Signore, nel libro La sinistra segheria. La dottoressa Orwell si rivela essere un'ipnotizzatrice; infatti ipnotizza Klaus, in modo che obbedisca ai suoi ordini e agli ordini del Capo Flacutono. La dottoressa viene uccisa quando, scoperta da Signore mentre cerca di uccidere Charles, cade all'indietro sulla sega circolare che doveva uccidere quest'ultimo, mentre nella serie tv cade nella fornace accesa in cui voleva gettare Sunny Baudelaire a meno che i fratelli non le dessero il loro enorme patrimonio

#### L'uomo calvo dal naso lungo
È uno dei membri originali della troupe del conte Olaf e appare per la prima volta nel libro Un infausto inizio. Nel quarto libro della serie, La sinistra segheria, lavora nella Segheria Ciocco Fortunato con il nome di Capo Flacutono (anagramma di Count Olaf, Conte Olaf in inglese). Riappare di nuovo nel libro L'ostile ospedale, nel quale si maschera da dottore per praticare un'operazione mortale a Violet Baudelaire. Il personaggio perde la vita nel libro Il carosello carnivoro cadendo nella fossa dei leoni insieme a Madame Lulù, mentre nella serie tv il calvo abbandona la troupe del Conte Olaf insieme alla creatura di sesso sconosciuto e alle due donne incipriate sul Monte Irto ne La scivolosa scarpata, e non si sa che fine abbiano fatto questi personaggi dopo aver abbandonato Olaf. Sempre nella serie era innamorato di Esmé Squalor.

#### L'uomo senza capelli ma con la barba e la donna con i capelli ma senza la barba
Sono questi due personaggi misteriosi che compaiono nel decimo libro, La scivolosa scarpata. Di questi due personaggi si sa soltanto che hanno a che fare con il Conte Olaf, il quale nutre timore nei loro confronti.
Dopo La scivolosa scarpata, il misterioso duo farà comparsa ne Il penultimo pericolo, nel quale i due si travestono da giudici nel processo contro i fratelli Baudelaire (durante il quale, essendo tutti i presenti bendati, non vengono riconosciuti da nessuno tranne che dai tre fratelli). Non è noto se i due siano scampati o meno all'incendio che scoppia nell'Hotel Climax, anche se è noto che i due erano ancora al suo interno dal momento che vengono visti dai tre Baudelaire mentre salgono con l'ascensore.

#### Le due donne incipriate
Compaiono nel primo libro, Un infausto inizio, tra i complici di Olaf. Compaiono ancora nel quinto libro, L'atroce accademia, mascherate da aiuto-cuoche della mensa della Prufrock Preparatory School; sono loro che rapiscono i Pantano e li mettono sulla macchina di Olaf. Riappaiono nell'ottavo libro, L'ostile ospedale, mascherate da dottoressa Tecano e dall'infermiera Flo (anagramma del conte Olaf), a cui Klaus e Sunny Baudelaire si sostituiscono. Seguono Olaf al Carosello Caligari, fino al Monte Irto, dove iniziano a provare un po' di pietà per Sunny, prigioniera di Olaf, costretta a fare la cuoca. Quando Olaf ordina loro di gettare Sunny dalla scarpata, loro rifiutano, dicendo di aver visto abbastanza incendi e, allontanandosi dalla compagnia di Olaf, accusan l'uomo di aver provocato un incendio che ha ucciso un loro parente. Non viene specificato se siano sopravvissute alla loro attraversata dei monti.

#### Fiona Controsenso
È la figliastra del Capitan Controsenso ed è solita indossare occhiali dalle lenti triangolari. Sua madre è, come detto dal suo patrigno, morta in un incendio e suo fratello Fernald è disperso.
Fiona appare nel libro L'atro antro, ma Lemony Snicket fornisce sue notizie anche nei libri successivi. Ne L'atro antro lavora nel sottomarino Queequeg come macchinista, ma la sua passione sono i funghi (è una micologa). È molto affezionata al fratello, che pensa sia disperso; scopre, quando viene rapita assieme ai Baudelaire, che Fernald si è unito alla troupe del Conte Olaf e, dopo aver tentato di fuggire con lui e i Baudelaire, è costretta a diventare anche lei alleata del Conte. Fiona e Fernald non compaiono più nei libri della serie, ma Olaf afferma che i due gli hanno sottratto il suo sottomarino, il Carmelita. Nel libro La fine viene rivelato che i due ritornano a fare parte del gruppo buono dei V.F., ma vengono risucchiati all'interno nel "Grande Ignoto", Mentre nella serie lei e suo fratello sopravvivono e rincontrano il loro patrigno perduto.

#### Fernald Controsenso
Fernald è il fratello di Fiona Controsenso e il figliastro del Capitan Controsenso. Decide di unirsi alla troupe del Conte Olaf all'insaputa dei suoi familiari che lo danno per disperso e, divenuto un alleato del Conte, viene chiamato da tutti "l'uomo con gli uncini". Perse le mani dopo che appiccando l'incendio all'acquario, un pezzo di legno infuocato gli cadde sulle mani. Quando viveva con il patrigno e la sorella nel sottomarino Queequeg leggeva molte poesie, ma poi ha smesso di farlo. Nella serie, cospira con il Conte per impadronirsi della fortuna dei fratelli Baudelaire. Nel sesto libro della serie, si traveste da portiere della casa in 667 Viale Oscuro, e acquista la statua dove sono nascosti Isadora e Duncan Pantano.
Nel libro L'atro antro si riunisce alla sorella Fiona, che sta aiutando gli orfani Baudelaire. Dopo aver convinto la sorella a entrare della compagnia di Olaf, ruberà il sottomarino Carmelita con l'aiuto di Fiona. Incontrano di nuovo il loro patrigno (che, secondo le parole di Kit Snicket, «ha dimenticato il fallimento di quelli che ha amato») e con lui cercano di riparare il Queequeg e la mongolfiera di Hector e dei Pantano.
L'uomo con gli uncini è uno dei principali cattivi della serie; ha mostrato rimorso e dubbio sui crimini: afferma che non ci sono persone cattive o persone buone, ma che la gente è un miscuglio di bene e male («come un'insalata»). In un'intervista con l'autore Daniel Handler, alla domanda del perché negli ultimi libri venga oltrepassata la linea che divide i buoni dai cattivi, rispose «È triste, non è vero? Penso che i Baudelaire crescano, e una delle cose tristi del crescere è che hai sempre pensato che tu e le persone che conosci siate nel giusto, mentre le persone che hai in antipatia siano cattive. Più cresci più l'acqua si trasforma in fango.».
Nella serie tv Una serie di sfortunati eventi viene interpretato da Usman Ally.

#### Creatura di sesso sconosciuto
Nei libri di Una serie di sfortunati eventi viene chiamata creatura/creaturona che non sembra né un uomo né donna. Appare, come la maggior parte dei complici di Olaf, nel primo libro Un Infausto Inizio. In seguito, aiuta il Conte a rapire i Baudelaire prima al Lago Lacrimoso e poi all'ospedale Hemilich dove muore nell'incendio, mentre nella serie tv la creatura abbandona la troupe del Conte Olaf insieme all'uomo calvo col naso lungo e alle due donne incipriate sul Monte Irto ne La scivolosa scarpata, formando con loro una troupe teatrale di grandissimo successo.

## Altri personaggi

### I tutori

#### Montgomery Montgomery
Il dottor Montgomery Montgomery è il fratello della moglie del cugino del padre dei fratelli Baudelaire e secondo tutore degli orfani. Preferisce farsi chiamare zio Monty da tutti, perfino da conoscenti. Compare solo nel libro La stanza delle serpi. Viene descritto come un uomo basso, paffuto con un viso rosso e rotondo. Fu il primo a scoprire la Vipera incredibilmente letale, a cui diede questo strano nome per scherzo (il serpente infatti era più che innocuo) per potersi burlare degli studiosi della società di erpetologia che lo canzonavano per il suo nome.
Programma con gli orfani un viaggio in Perù al quale parteciperà anche il suo assistente Gustav, ma all'ultimo momento riceve una lettera che lo informa delle dimissioni dell'assistente (il quale in realtà viene ucciso dal Conte Olaf). Assume dunque il Conte Olaf travestito dall'assistente italiano Stephano. Tuttavia, lo zio Monty pensa che Stephano non sia un buon assistente e che sia in realtà una spia ingaggiata da altri erpetologi per sottrargli la Vipera Incredibilmente Letale. Decide dunque di licenziare l'assistente, ma questi lo uccide con un terribile veleno.
In Lemony Snicket: The Unauthorized Autobiography questi fa intendere che la morte del dottor Monty è da attribuirsi probabilmente anche allo zio Monty stesso poiché egli non riuscì ad imparare il Codice Sebald, con il quale viene nascosto un messaggio segreto nel film Zombie nella neve, film che i Baudelaire e Monty vedono la sera prima della morte dell'erpetologo.

#### Josephine Anwhistle
È la terza tutrice dei fratelli Baudelaire. Pensa che la grammatica sia la gioia più grande nella vita e ha molta paura degli agenti immobiliari; possiede molti libri che hanno come argomento il Lago Lacrimoso, che si trova sotto la sua casa.
Da quando suo marito Ike è stato divorato dalle mignatte, ha sviluppato molte paure, sia verso le acque del lago che verso gli elettrodomestici della propria casa e altri oggetti di uso quotidiano, terrorizzata che possa accadere un grave incidente.
Dopo aver finto la propria morte, viene trovata dai fratelli Baudelaire in una grotta del lago, ma, mentre i quattro tornano verso l'approdo di Damocle, vengono circondati dalle sanguisughe. "Salvati" dal Conte Olaf, la donna gli offre di consegnare a lui la custodia degli orfani e il loro patrimonio se l'avesse lasciata vivere, ma l'uomo la spinge nel lago dopo che l'aveva irritato correggendogli un errore grammaticale. È fortemente implicito che sia morta divorata dalle sanguisughe, in quanto viene riferito da Lemony Snicket che, tempo dopo, due pescatori trovarono la sua giacca fatta a brandelli, ma non è stato stabilito definitivamente se sia morta o meno.

#### Signore
Signore (Sir in inglese) è quarto tutore dei fratelli Baudelaire nel libro La sinistra segheria. È a capo della segheria Ciocco Fortunato nella quale vanno a vivere i Baudelaire per un breve lasso di tempo. Il suo vero nome è sconosciuto, in quanto egli stesso spiega agli orfani che è troppo difficile da pronunciare, e perciò viene sempre chiamato "Signore" (in inglese Sir). Siede spesso alla scrivania del suo ufficio e fuma sempre un sigaro che crea una persistente nuvola di fumo intorno alla sua testa. È socio di Charles, ma lo tratta più come un maggiordomo che come proprio socio.
È un uomo spregevole ed egoista che sfrutta la gente e costringe gli orfani stessi a divenire operai. Paga i suoi lavoratori con sconti per i negozi e dà loro come cibo gomme da masticare. I fratelli Baudelaire lo incontrano nuovamente all'Hotel Climax, dove non si sa se sopravviverà all'incendio.

#### Vicepreside Nero
È il rude vicepreside della Prufrock Preparatory School. Quando i fratelli Baudelaire sono mandati a vivere nella Prufrock Preparatory School, conoscono il vicepreside Nero che si presenta un uomo molto severo e completamente alienato dalla realtà: costringe gli orfani a vivere in una casa fatta di lamiere e fa di Sunny la sua segretaria. Benché sia un pessimo violinista, costringe tutti gli studenti ad ascoltare ogni sera per sei ore dei concerti dove suona delle sue composizioni.
Nero veste sempre un pacchiano abito completo da uomo con una cravatta a chiocciole. Nero ripete spesso ciò che gli altri dicono con una voce acuta, falsa e deridente. Essendo il vicepreside, punisce tutti coloro che non rispettano le regole della scuola: quelli che non seguono il suo concerto notturno sono costretti a regalargli un pacco di caramelle e osservarlo mentre le mangia. Altre punizioni riguardano la rimozione delle posate ai pasti o dei bicchieri (dunque si è costretti a mangiare con le mani ed a bere nei vassoi dei pasti).
Affida il compito di individuare e smascherare il Conte Olaf a un computer, rifiutandosi in ogni modo di spiegare come questo possa svolgere il suo compito: anche dopo che i Baudelaire smascherano il Conte Olaf, travestitosi da insegnante di educazione fisica, Nero si ostina a non credere loro, fallendo nei suoi doveri di tutore.

#### Jerome Squalor
Jerome, assieme a Esmé Squalor, è il tutore degli Orfani Baudelaire, nel libro L'ascensore ansiogeno. Si dimostra fin dall'inizio amichevole nei confronti dei Baudelaire, nonostante non voglia assumersi la responsabilità di prendersene cura dopo la fuga della moglie. Era grande amico della madre dei Baudelaire, e disse a quest'ultimi che un giorno andarono insieme a lei e al padre a fare un'escursione sul Monte Irto, e che un'aquila portò via il suo miglior binocolo. Ricompare ne Il penultimo pericolo e non si sa se sia sopravvissuto o meno all'incendio dell'Hotel Climax anche se viene visto al 6 piano dai Baudelaire mentre stanno salendo nel Solarium sul Tetto

#### Hector
Nel libro Il vile villaggio, è l'uomo tuttofare nel Villaggio dei Fanatici. È sconvolto dalle regole folli del villaggio (come il divieto di avere strumenti meccanici o una biblioteca), ma ha paura di parlare con il Consiglio degli Anziani del villaggio. Ha una grande passione per la cucina messicana e i cibi piccanti. Costruisce una casa volante autosufficiente e con essa fugge dal villaggio portando con sé Isadora e Duncan Pantano. Nel libro La fine, Lemony Snicket rivela che Hector viene catturato da un oggetto marino che Kit Snicket riferisce come "Grande Ignoto".
Hector è in qualche modo collegato a V.F.. Nel romanzo Lemony Snicket: The Unauthorized Autobiography si cita una lettera da Jacques Snicket a Lemony nella quale si fa un accenno a un certo Hector.

### Personale della Segheria Ciocco Fortunato

#### Phil
Phil lavorava nella Segheria Ciocco Fortunato nel libro La sinistra segheria. È una delle persone più ottimiste al mondo ed è molto simpatico, anche se viene considerato da Fiona un po' noioso. Aiuta i ragazzi Baudelaire a sopportare il duro lavoro nella fabbrica, ma è costretto ad un periodo di riposo quando Klaus, ipnotizzato dalla dottoressa Georgina Orwell, lo ferisce ad una gamba.
Nel libro L'atro antro, Phil lavora nella cucina del sottomarino Queequeg comandato dal Capitan Controsenso (che è solito chiamare Phil "Cookie"). Abbandona il sommergibile con il capitano e non compare mai più nei libri successivi.

#### Charles
È il socio di Signore nella gestione della Segheria Ciocco Fortunato; è stato lui a consigliare a Signore di costruire una biblioteca nella fabbrica, in cui però, dato il misero salario, nella biblioteca ci sono solo tre libri.
Charles si preoccupa per il futuro dei fratelli Baudelaire, ma è troppo impaurito da Signore per aiutare gli orfani in un modo utile. Nel libro Il penultimo pericolo, Kit Snicket afferma che Charles le ha trasmesso le mappe, i poemi e i modelli che le sono serviti a trovare i Baudelaire. Charles appare nello stesso romanzo, mentre soggiorna con Signore all'Hotel Climax. Spiega a Signore che desidera chiedere scusa a loro per il loro trattamento e riceve una lettera da J.S., che lo aiuterà nella sua ricerca.
In Lemony Snicket: The Unauthorized Autobiography si dice che Charles potrebbe essere il padre di Lemony, di Jacques e di Kit Snicket sotto falso nome (il vero nome sarebbe Jacob).

### Insegnanti della Prufrock Preparatory School
La Prufrock Preparatory School è l'accademia dove gli orfani Baudelaire alloggiano per metà semestre, nel libro L'atroce accademia. I loro nomi hanno tutti a che fare con la pesca: la remora, il tench (tinca) e il bass (spigola) sono pesci.

#### Signor Remora
È l'insegnante di Violet e di Duncan Pantano dell'Aula Uno dell'istituto. Assomiglia ad una scimmia per i suoi folti baffoni e perché mangia in continuazione banane. Le sue lezioni corrispondono in alcuni brevi racconti noiosissimi che parlano del più e del meno, dei quali gli studenti sono tenuti a ricordare i dettagli.

#### Signora Bass
È l'insegnante di Klaus e Isadora Pantano. È ossessionata dal sistema metrico decimale: le sue lezioni consistono nel misurare qualsiasi cosa (dai foulard blu a dei gatti) con l'ausilio del solo righello. Una volta chiusa la scuola, la signora Bass rapina una banca: ne Il penultimo pericolo viene rivelato che la rapina, ai danni di una banca affiliata a quella in cui lavora il signor Poe, viene effettuata a causa di un invito, che si scopre essere stato inviato dal Conte Olaf, che la invita a portare tutti i suoi preziosi per misurarli in un party per gli appassionati del sistema metrico decimale. La signora Bass, non avendone, decide di ovviare alla situazione compiendo la rapina.

#### Mrs Tench
Mrs Tench è l'insegnante di ginnastica che lavorava alla Prufrock prima del Conte Olaf, mascherato dall'istruttore Genghis. Muore in circostanze misteriose cadendo da una finestra.

### Alunni della Prufrock Preparatory School

#### Carmelita Ghette
Carmelita appare per la prima volta nel libro L'atroce accademia, dove è descritta come una ragazza rude, terribile, violenta, cattiva, volgare e orrenda, ma auto definitasi gentile, meravigliosa e bellissima, tanto che Lemony Snicket consiglia anche di starle il più lontano possibile e Duncan Pantano afferma che meno tempo trascorri con lei e più sarai felice. Carmelita tratta gli orfani Baudelaire e i Pantano chiamandoli sniffacroste e, durante il soggiorno dei Baudelaire alla scuola, diventerà l'emissario del Conte Olaf.
Riappare nel libro La scivolosa scarpata come un membro degli Scout delle nevi. Alla fine del libro gli scout vengono catturati dal Conte Olaf, per essere usati come schiavi, tranne Carmelita, che si aggrega alla troupe di Olaf.
Nel libro L'atro antro si scopre che Carmelita è stata "adottata" dal Conte e da Esmé Squalor, che la definisce «la figlia che non ha mai avuto»: sia Carmelita che Esmé sono snob, avide e odiano i Baudelaire, perciò vanno molto d'accordo. Olaf invece è meno affezionato a Carmelita, ma lei lo persuade a chiamare il sottomarino "Carmelita". Viene vista l'ultima volta a vagare bendata con Esmé per l'Hotel Climax e non è detto se sia sopravvissuta, in quanto non sembra credere ai Baudelaire a proposito dell'incendio.

#### Duncan e Isadora Pantano
Sono questi due dei trigemini Pantano; appaiono nel libro L'atroce accademia quando Violet, Klaus e Sunny Baudelaire vengono mandati da Arthur Poe alla Prufrock Preparatory School e i cinque diventano subito amici. Duncan è dedito alla ricerca, appuntandosi tutte le cose importanti su un taccuino che porta sempre con sé; Isadora ama la poesia e scrive distici, con cui comunica in codice con i Baudelaire. Vengono rapiti alla fine del libro dal Conte Olaf che vuole rubare loro i zaffiri Pantano; i Baudelaire li ritrovano nel libro L'ascensore ansiogeno ma non riescono a salvarli. Alla fine del libro Il vile villaggio i trigemini riescono a fuggire con Hector dal Villaggio dei Fanatici su una casa-mongolfiera nonostante siano ostacolati da Esmé Squalor.
Kit Snicket rivela nel romanzo Il penultimo pericolo che sono stati visti volare sopra al mare ma la mongolfiera è stata bucata dalle aquile e i Pantano sono andati a sbattere contro il Queequeg. Poi, sono stati catturati dalla misteriosa figura a forma di "?" (chiamato da Kit "Grande Ignoto).

### Il Consiglio degli Anziani
Il Consiglio degli Anziani è l'organizzazione più importante del Villaggio dei Fanatici. È responsabile di aver creato le centinaia di leggi presenti nel villaggio sebbene sembri essere molto affidabile e prende spesso decisioni avventate.
Tutti i membri del concilio sembrano essere molto anziani, tanto che il membro più giovane dell'associazione ha circa 75 anni. Ogni membro indossa un cappello a forma di corvo.
Il Consiglio ha creato circa 20 000 leggi, alcune molto severe e altre che si contraddicono a vicenda o contraddicono loro stesse.
Nel quartier generale del Consiglio i membri siedono ad un grande tavolo, mentre le persone che hanno problemi con la legge siedono su un banco attendendo di poter parlare con gli Anziani.

### Ike Anwhistle
Il dottor Isaac "Ike" Anwhistle è l'ultimo marito di Josephine Anwhistle. Ha un fratello chiamato Gregor Anwhistle, fondatore dell'Acquario Anwhistle, ed era un membro del V.F.; è morto perché ha aspettato solo 45 minuti prima di entrare nel Lago Lacrimoso ed è stato divorato dalle mignatte.
Ike non solo era il marito di zia Josephine, ma anche il suo migliore amico e partner nella grammatica; era una delle poche persone in grado di fischiare con dei cracker in bocca e la sua specialità era il quarto quartetto di Ludwig van Beethoven. Secondo Josephine, il fatto di essere capace di fischiare con dei cracker nella bocca era un tratto di famiglia, siccome anche la madre dei fratelli Baudelaire ci riusciva.

### Capitan Controsenso
Presentato per la prima volta nel libro L'atro antro, è un uomo grassoccio, baffuto, gioviale e un po' strambo che ama ripetere l'esclamazione "Oi". Salva i fratelli Baudelaire dalle acque del Torrente Teso e, accolti a bordo del Queequeg, li aiuta nella ricerca della zuccheriera. Il suo motto personale è "Colui (o colei) che esita è perduto". Mentre i Baudelaire e Fiona sono nell'Atro Antro abbandona il sommergibile insieme a Phil.
Prima che Fernald Controsenso, il figliastro del Capitan Controsenso, abbandonasse il Queequeg per unirsi ai complici del Conte Olaf, amava leggere libri di poesie con il figliastro.

### Arthur Poe
Chiamato di solito Signor Poe, è un banchiere che si occupa degli affari degli orfani Baudelaire. Fu il loro tutore per un breve periodo (nel libro Un infausto inizio) prima che gli orfani venissero mandati a vivere con il Conte Olaf. Nonostante le sue intenzioni siano a favore dei Baudelaire, egli si rivela sempre sfavorevole ai fratelli: non è mai intervenuto in tempo per salvarli dal Conte Olaf, e non è mai riuscito a provvedere al suo arresto.
Ha una moglie, Polly Poe, e due figli, Edgar ed Albert, che compaiono solo nel primo libro.

### Giudice Strauss
Il Giudice Strauss è un giudice della Corte Suprema, vicina di casa del conte Olaf. Entra fin da subito nelle simpatie dei fratelli Baudelaire, permettendo loro di utilizzare la sua biblioteca, composta principalmente da libri di diritto, grazie ai quali i ragazzi riescono a sventare il piano del Conte Olaf per sposare Violet.
Il giudice Strauss riappare nel libro Il penultimo pericolo. Sta cercando di scoprire il caso Baudelaire e tenta di portare il conte Olaf alla giustizia; gli altri giudici della Corte Suprema, però, risultano essere l'uomo senza capelli ma con la barba e la donna con i capelli ma senza la barba. Olaf rapisce il giudice Strauss e minaccia di farle del male a meno che i Baudelaire non facciano quello che vuole lui, ovvero aprire una porta dell'Hotel Climax. Aperta la porta, Olaf vede che la zuccheriera che sta cercando non c'è e decide di lasciare andare il giudice Strauss mentre i Baudelaire danno fuoco all'hotel.

### Bertrand e Beatrice Baudelaire
Bertrand e Beatrice Baudelaire sono i genitori dei fratelli Baudelaire. Quando muoiono, lasciano il loro inestimabile patrimonio ai figli e questa sarà la ragione per cui Olaf tenterà di rapire i tre ragazzi per tutti i tredici romanzi della saga.
Bertrand Baudelaire è il padre di Violet, Klaus e Sunny Baudelaire. Ha un ruolo marginale, infatti perisce nell'incendio che distrugge villa Baudelaire nel primo libro, Un infausto inizio, e si parla di lui - come di Beatrice - riferendosi solo come al padre dei Baudelaire, fin quando non viene rivelato il suo nome ne La fine. Nel Quattordicesimo Capitolo di questo libro, si evince dall'ultima annotazione lasciata dai signori Baudelaire nel libro ritrovato sotto l'albero nell'isola, intitolato proprio Una serie di sfortunati eventi, che Bertrand costruisce la barca che porterà i signori via dall'isola, prima della nascita di Violet.
Beatrice è la madre di Violet, Klaus e Sunny Baudelaire; è morta in un incendio all'interno della sua casa. Non compare nella serie principale, anche se è spesso menzionata dal narratore come un amore perduto; secondo quanto scritto in Lemony Snicket: The Unauthorized Autobiography, è il motivo per il quale Lemony Snicket ha iniziato a scrivere le vicende dei Baudelaire. Un libro secondario del 2006, The Beatrice Letters, getta luce sulla sua storia.
Lemony Snicket dedica ogni libro della serie al suo amore perduto, Beatrice. All'interno dei libri, egli aggiunge un po' alla volta dettagli della loro relazione e del motivo che ne ha decretato la fine.

### Beatrice Snicket
Beatrice è la figlia di Kit Snicket e di Dewey Climax. Sua madre muore nel darla alla luce; i tre fratelli Baudelaire giurano sul letto di morte di Kit di fare da tutori al nascituro e di trattarlo come un membro della famiglia. Il suo primo anno di vita è relativamente felice: viene allevata su un'isola lontano dal mondo, dai tre fratelli. Beatrice sviluppa lo stesso tipo di linguaggio infantile usato da Sunny.
I tre Baudelaire e la piccola Snicket lasciano l'isola in battello, il giorno del primo compleanno di Beatrice, ma fanno naufragio. Nove anni dopo, Beatrice decide di cercare i propri parenti naturali rimasti in vita. Prende conoscenza del lavoro di Lemony Snicket sulla storia dei fratelli Baudelaire, che la induce a contattarlo in tutti i modi, affinché la aiuti a ritrovare la sua famiglia. La volontà di Lemony di evitarla è causata da un malinteso, in quanto l'uomo crede che a scrivergli sia Beatrice Baudelaire, madre dei fratelli Baudelaire, morta da tempo: Lemony crede a una macchinazione creata da Esmé per ucciderlo e scappa da quella che ignora essere sua nipote. Durante la sua caccia all'uomo, Beatrice rivela di far attualmente parte di V.F., e che ha beneficiato di un'istruttrice di cui ha perso le tracce. Beatrice incontra finalmente suo zio ad un ricevimento; Snicket si rende conto del suo errore e apprende finalmente l'esistenza di una seconda Beatrice.

### Quigley Pantano
Quigley appare per la prima volta nel libro La scivolosa scarpata: travestitosi da Scout delle Nevi cerca di arrivare al quartier generale di V.F. sui Monti di Manomorta, quando incontra i fratelli Baudelaire. Quigley era stato dato per morto dopo che la dimora dei Pantano era stata data alle fiamme. Salvato dalla madre, aveva seguito le tracce dei Baudelaire, aiutato anche da Jaques Snicket, fino ad arrivare sui Monti di Manomorta. Aiuta i Baudelaire a riunirsi ma, mentre fugge con loro, viene separato dagli orfani. Più avanti nella storia, Kit Snicket rivela che Quigley è riuscito a riunirsi con Isadora e Duncan, prima che vengano attaccati dalle aquile e le loro tracce perdute.

### Ernest e Frank Climax
Ernest e Frank Climax sono due fratelli identici, manager all'Hotel Climax. Frank è un "volontario" mentre Ernest è malvagio. I Baudelaire, una volta entrati nell'Hotel travestiti da concierge, non riescono a distinguere i due fratelli e finiscono per dare ascolto alle richieste di entrambi senza riuscire a capire se ciò che stanno facendo è degno o malvagio.

### Dewey Climax
Dewey Climax è il terzo componente dei trigemini Climax. I suoi genitori sono periti in un incendio e da allora è stato separato dai gemelli.
Dewey è l'unico dei trigemini che si fa riconoscere, ma agisce sempre nell'ombra per poter svolgere il suo compito di sotto-sotto-bibliotecario. Uno dei suoi compiti principali è riparare il grande orologio della hall dell'Hotel Climax.
Viene ucciso da una fiocina quando i fratelli Baudelaire lasciano accidentalmente cadere il fucile strappato dalle mani del Conte Olaf.

### Madame Lulù
Madame Lulù (il cui vero nome era Olivia) era una chiromante che spesso aiutava il Conte Olaf a ottenere informazioni vitali per lui; era la proprietaria del Carosello Caligari, bruciato dal Conte Olaf nel libro Il carosello carnivoro. Non era una persona cattiva, ma aiutava Olaf e molti volontari in virtù del suo motto «Dai alla gente ciò che vuole»; aiuta anche i Baudelaire a studiare un piano per fuggire dal Carosello e raggiungere i Monti di Manomorta, ma muore cadendo, assieme all'uomo calvo dal naso lungo, nella fossa di leoni creata da Olaf per dare nuova vita al Carosello.

### Vipera incredibilmente letale
La Vipera Incredibilmente letale è un serpente scoperto da Montgomery Montgomery in una terra sconosciuta; il nome è stato scelto perché Montgomery potesse tirare uno scherzo ai suoi colleghi erpetologi.
Il serpente appare per la prima volta nel libro La stanza delle serpi. La vipera morse Sunny Baudelaire nel loro primo incontro; Violet e Klaus Baudelaire erano terrificati per il destino della sorellina, ma quando furono rassicurati da zio Monty, Sunny e la Vipera divennero grandi amiche. Alla fine del libro, la Vipera Incredibilmente Letale venne portata via assieme agli altri serpenti del professor Montgomery.
La vipera appare anche nel libro La fine, dove salva i fratelli Baudelaire.

### Scout delle nevi
Gli Scout delle nevi sono un gruppo di scout guidati da Bruce, che si fa chiamare "zio Bruce" anche se è zio della sola Carmelita Ghette. Ogni anno si recano sui Monti di Manomorta per festeggiare la Falsa Primavera e incoronare la Regina di Primavera. Nel gruppo, Klaus e Violet incontrano Quigley Pantano, travestitosi da Scout per poter raggiungere il quartier generale di V.F. sui Monti di Manomorta.
Il gruppo viene catturato alla fine de La scivolosa scarpata dalle aquile dei compari di Olaf. Ricompaiono ne L'atro antro sul Carmelita, su cui sono stati costretti a lavorare come rematori.

### I fratelli Snicket

#### Jacques Snicket
Jacques Snicket è un membro di V.F., spegne gli incendi, è abbastanza alto ed è fratello di Lemony e Kit Snicket. Appare per la prima volta nel libro Il vile villaggio, in cui viene scambiato dagli abitanti del villaggio per il Conte Olaf a causa dell'occhio tatuato sulla caviglia. I fratelli Baudelaire proveranno a salvarlo dal linciaggio, ma Jacques verrà ritrovato morto all'interno della cella in cui era stato rinchiuso.
Nel corso della storia i Baudelaire troveranno spesso messaggi diretti a J.S., iniziali che potrebbero stare per Jacques Snicket. Nel libro La scivolosa scarpata si scopre che Jacques ha fatto conoscenza con Quigley Pantano durante la sua permanenza a casa del professore Montgomery Montgomery.

#### Kit Snicket
Kit Snicket viene citata per la prima volta nel libro L'atro antro, prima da Capitan Controsenso che le attribuisce il merito di aver contribuito alla costruzione del sommergibile Queequeg, poi in una lettera inviata a Gregor Anwhistle in cui lo avvisava di non usare i funghi tossici, come il Mycelium Medusoide, contro i nemici di V.F.. Ne Il penultimo pericolo si scopre che è incinta, ma nonostante tutto non vuole stare a riposo, in modo da poter aiutare gli orfani Baudelaire. Kit Snicket fa parte di V.F. ed è lei che accompagna i fratelli Baudelaire all'Hotel Climax. Nella stessa occasione dimostra di essere, come tutti i membri di V.F. alleati contro il Conte Olaf, una persona molto colta, amante delle poesie e della lettura. Mentre gli orfani Baudelaire sono impegnati nella missione all'Hotel Climax, Kit incontra Capitan Controsenso e, con il suo aiuto, riesce a trovare i trigemini Pantano e tenta di salvarli da uno stormo di aquile alleate con la parte malvagia di V.F. La missione fallisce e lei, il Capitano, i trigemini ed Hector naufragano. In quel momento vedono avvicinarsi la sagoma del Grande Ignoto e tutti, tranne Kit, vogliono tentare la sorte avvicinandosi, sperando che la misteriosa entità rappresenti la salvezza. Solo Kit crea una zattera con dei libri e approda sull'isola in cui erano naufragati i Baudelaire. Nell'ultimo libro, a causa del contatto con le spore letali del Mycelium Medusoide, muore mentre dà alla luce la bimba.

## Organizzazioni
- La V.F. è una organizzazione che viene nominata per la prima volta da Isadora e Duncan Pantano nel libro L'atroce accademia. I due trigemini fanno delle ricerche al riguardo e cercano di renderne partecipi i Baudelaire, ma non ne hanno l'opportunità poiché vengono rapiti dal Conte Olaf. Gli orfani Baudelaire iniziano ad indagare sul mistero della società, alla quale sembrano appartenere anche i loro genitori e numerosi personaggi incontrati nei libri. Nel corso dei libri scoprono che V.F. (in inglese V.F.D.) ha diversi significati, tra i quali il più probabile è Volontari del Fuoco, in inglese Volunteer Fire Department (ma un altro significato è ad esempio "Veline Fantasia"). Si viene inoltre a conoscenza di un terribile segreto: V.F. ha subìto, non si sa quando, uno scisma causato probabilmente dal furto di una zuccheriera contenente un segreto non ancora svelato, e in esso sono implicati il Conte Olaf, Lemony Snicket, suo fratello Jacques Snicket, sua sorella Kit Snicket ed una certa Beatrice. Lo scisma provocò la creazione di due gruppi del V.F.: uno spegne gli incendi, mentre l'altro (al quale appartengono Olaf e la sua fidanzata) li appicca. V.F. non si occupa solo degli incendi, ma di molte altre cose: ad esempio alleva bambini per far crescere le loro qualità e farli diventare (inconsapevolmente) membri dell'associazione stessa. Violet Baudelaire è stata cresciuta in modo da amare le invenzioni perché potesse diventare un membro del V.F.. Lo stesso è accaduto per Klaus e Sunny Baudelaire, Isadora, Quigley e Duncan Pantano. Si può notare lo stesso anche per membri adulti di V.F., educati dai genitori ad amare la cultura in generale: ad esempio, nel dodicesimo libro, Il penultimo pericolo, Kit Snicket ha con sé dei libri di poesie di Lewis Carroll e di Eliot, che i Baudelaire reputano molto interessanti e che lo stesso Quigley Pantano conosce, come ha dimostrato ne L'atro antro inviando a Violet, Klaus e Sunny un Verso Fluttuante utilizzando proprio poesie di questi due poeti.
- Il Daily Punctilio è un giornale; appare per la prima volta nel libro Il vile villaggio, settimo capitolo della serie. Da questo libro in poi le notizie false riferite da questo giornale influenzeranno la vita degli orfani Baudelaire, che si ritroveranno costretti a scappare perché accusati dell'omicidio di Jacques Snicket. La testata è molto inaffidabile: la principale giornalista, Geraldine Julienne, riporta spesso notizie completamente inventate e storpia i nomi delle persone di cui parla. Il conte Olaf viene infatti chiamato Omar; Klaus, Violet e Sunny vedono cambiati i loro nomi in Klyde, Veronica e Susie. Inoltre il giornale è famoso per i titoli scandalistici inventati dalla reporter, che sembra seguire le vicende degli orfani.